# Robert Schistad
Robert Schistad (* 28. října 1966) je bývalý norský hokejový brankář, který chytal i v české extralize.

## Klubová kariéra
Hrával v Norsku za Viking Hockey ve Stavangeru, kde se prosadil do reprezentace. Po úspěšném vystoupení na mistrovství světa 1996 ho angažovala pražská Sparta jako brankářskou jedničku. Sezóna v české extralize se mu však nevydařila, jako zahraniční akvizice čelil v ambiciozním týmu Sparty velkému tlaku. Několikrát jej musel zastoupit tehdy juniorský brankář Adam Svoboda. Po sezóně přestoupil do Schwenningenu a odehrál tři sezóny v nejvyšší německé lize. Závěr kariéry strávil v Německu ve druhé bundeslize a v britské lize.

## Reprezentační kariéra
Byl členem norské reprezentace do roku 1991 do roku 2000. S výjimkou let 1996 a 1998 se v tomto období pravidelně účastnil mistrovství světa. Hrál také na olympijských hrách v letech 1992 a 1994.